# ملعب إل مولنون
ملعب إل مولنون، هو ملعب لكرة القدم يقع في مدينة خيخون، بمنطقة أستورياس، في إسبانيا. ويستضيف مباريات نادي سبورتينج خيخون. وتبلغ سعته 30.000 متفرج 

## نبذة تاريخية
ملعب إل مولنون هو أقدم ستاد كرة القدم للمحترفين في إسبانيا. فتاريخ استخدام الملعب، يرجع على الأقل منذ عام 1908، والملعب تم تدشينه على موقع لطاحونة مائية قديمة، وبالتالي حمل هذا الاسم والذي يعني باللغة الأسبانية «المصنع الكبير».
بدأ نادي سبورتنج خيخون في استخدام ملعب إل مولنون كملعب رسمي في عام 1915. وعقدت المباراة الرسمية الأولى في 22 أبريل 1917 بين سبورتينغ خيخون ونادي أريناس في بطولة كأس ملك إسبانيا. وفي 2 مايو 1920 استضاف الملعب المباراة النهائية لنفس البطولة، حيث هزم برشلونة منافسه اتلتيك بلباو بنتيجة 2-0.
في عام 1924، اشترى نادي سبورتينغ إل مولنون وأصبح صاحب الملعب. وفي عام 1931، تم تدمير جزء كبير من الملعب بسبب إطلاق النار خلال الحرب الاهلية في إسبانيا. ولكن في وقت لاحق، أعيد بناؤه. وفي عام 1944 قامت بلدية مدينة خيخون بإعادة شراء الملعب بسبب تعثر الأوضاع المالية لنادي سبورتينج خيخون.
وفي عام 1968، تم تركيب أربعة أبراج لإضاءة الملعب لكي يتمكن من استضافة المباريات ليلا. وكانت أول مباراة ضد فالنسيا. وفي 30 نوفمبر عام 1969، أصبح إل مولنون هو أول ملعب مغطى في إسبانيا. وفي 28 يناير عام 1970 استضاف الملعب أول مباراة في تاريخه يتم بثها على شاشة التلفزيون حيث تمكن سبورتينج خيخون من الفوز على اوساسونا بنتيجة 3-0.
في موسم 1997-98، وبناء على القوانين الجديدة والتشريعات الأمنية لـ الاتحاد الأوروبي لكرة القدم والتي تلزم بتوفير مقاعد لكل الجمهور وإزالة الأسوار. تم تخفيض سعة الملعب من 42000 إلى 25885.
وبعد تحديث وتطوير الملعب بين عامي 2009 و2010، ارتفعت سعة إل مولنون لتصل إلى 30,000 مقعدا.

## المباريات الدولية
عقدت أول مباراة دولية في ملعب إل مولنون في 22 أبريل 1928 بين المنتخب الوطني الإسباني لكرة القدم ومنتخب إيطاليا لكرة القدم. وحضر تلك المباراة حوالي 36,000 شخص. وانتهت بنتيجة التعادل 1-1.
وبعد 50 عاما، استضاف ملعب إل مولنون مرة أخرى مباراة دولية بين إسبانيا وتشيكوسلوفاكيا. وبعيداً عن مباريات إسبانيا في هذا الاستاد الرياضي، استضاف الملعب مباريات نادي سبورتينج خيخون في بطولة كأس الاتحاد الأوروبي، بما في ذلك الفوز على ميلان الإيطالي 1-0 في 30 سبتمبر 1987.
كأس العالم 1982
استضاف الملعب ثلاث مباريات في المجموعة الثانية في نهائيات كأس العالم عام 1982. منهم المباراة الشهيرة بين ألمانيا والجزائر والتي انتهت بفوز الأخير بنتيجة غير متوقعة 1-2. وكذلك المباراة التي اشتهرت باسم «مؤامرة خيخون» بين ألمانيا والنمسا والتي اتفق فيها كلا المنتخبان على انهاء المباراة بفوز الأول 1-0، وهي النتيجة التي ساهمت في تأهلهما على حساب الجزائر. وتسببت هذه المباراة المشينة في خيخون إلى تغيير القوانيين التي ألزمت بعد ذلك بأن نلعب المباريات الأخيرة في مرحلة المجموعات في وقت واحد.

## وصلات خارجية
- صورة الملعب
- مراحل بناء الملعب